# Diables de la Barceloneta
La colla de Diables de la Barceloneta es va crear el setembre del 1982, fundada per membres del grup excursionista i del grup ecològic del barri i de la ràdio lliure La Gavina. L'any 1986, arran d'una crisi, la colla es va dividir en dues: l'una va passar a dir-se Colla Vella i l'altra, que va mantenir el nom, és la que continua activa avui.
La relació amb el barri ha estat sempre intensa, perquè la colla participa en molts actes que s'hi organitzen, com ara la festa major o la revetlla de Sant Joan, on celebren la Nit del Foc. En aquesta festa s'hi fa una tabalada, un correfoc, un pregó i l'encesa de les siluetes del sol i la lluna. Els Diables de la Barceloneta també omplen de foc i pólvora més celebracions tradicionals del calendari, amb la Nit d'Ànimes, la Nit de les Llufes i la Carnavalada.